# Robert Gunther
Robert William Theodor Gunther, född 23 augusti 1869, död 9 mars 1940, var en brittisk biolog och lärdomshistoriker. Han var son till Albert Günther.
Robert Gunther blev hedersdoktor vid Saint Andrews universitet 1923. Han inrättade Oxfords Museum of the History of Science med dess samling av äldre vetenskaplig litteratur. Han utgav A history of the Daubeny laboratory (3 band, 1904–1924), Early British botanists and their gardens (1922) och serien Early Science in Oxford (14 band, 1921–1945), i vilken bland annat ingick The life and work of Robert Hooke (5 band, 1930–1938).